# Vojna (film)
Vojna (Война) è un film del 2002 diretto da Aleksej Oktjabrinovič Balabanov.

## Trama
Due soldati russi (Ivan e Fedya) e l'attore inglese John vengono liberati dai loro sequestratori, la banda di guerriglieri ceceni di Aslan.
John deve raccogliere una grande quantità di denaro per riscattare la sua fidanzata Margaret, che è rimasta in cattività, assieme al capitano russo Medvedev, gravemente ferito e paralizzato. Trova la somma impegnandosi a girare un reportage per un'emittente televisiva britannica e chiede a Ivan, che parla la sua lingua e che non si è adattato alla vita da civile, di tornare assieme a lui sulle montagne delle Cecenia.